# Alingar (Distrikt)
Zum Distrikt Alingar (paschtunisch الينگار ولسوالۍ, persisch ولسوالی علینگار) in der Provinz Laghman gehören etwa 60 Dörfer in vier Haupttälern, in denen überwiegend Paschtunen, Pashaien und Tadschiken leben.
Der Distrikt liegt ca. 27 km von der Provinzhauptstadt Mihtarlam entfernt und grenzt an die Distrikte Alishing und Dawlat Shah im Westen, Provinz Nuristan im Norden, Kunar und Nangarhar im Osten und die Distrikte Qarghayi und Mihtarlam im Süden. Die Fläche beträgt 804,2 Quadratkilometer und die Einwohnerzahl 113.190 (Stand: 2022). 2009 lebten etwa 73.100 Menschen im Distrikt. Das Bezirkszentrum liegt im Dorf Shahi, welches sich in 915 Meter Höhe befindet.
Der Alingar-Fluss, welcher durch alle Distrikte Laghmans fließt, ist die Hauptbewässerungsquelle. Die Haupteinnahmequelle ist die Landwirtschaft. Es wird vor allem mit Weizen, Mais und Reis, manchmal auch mit Mohn gehandelt. Der Bezirk ist sehr gebirgig, daher gibt es wenig Ackerflächen. Ein Teil der landwirtschaftlichen Flächen wurde von Hochwassern zerstört. Ca. 30 Prozent der Bevölkerung arbeiten in der Landwirtschaft, 20 Prozent im Ausland, vor allem Pakistan und im Iran, je 2 Prozent in der Regierung und als Händler. 45 Prozent der Bevölkerung sind arbeitslos.
Während des Krieges in Afghanistan wurden 80 Prozent der Häuser zerstört. Viele Bewohner flohen in die Nachbarländer Pakistan und Iran.